# Дейкер, Иоганнес
Иоганнес Дейкер (англ. Johannes Deiker; 27 мая 1822, Вецлар — 23 мая 1895, Дюссельдорф) — немецкий художник.

## Биография

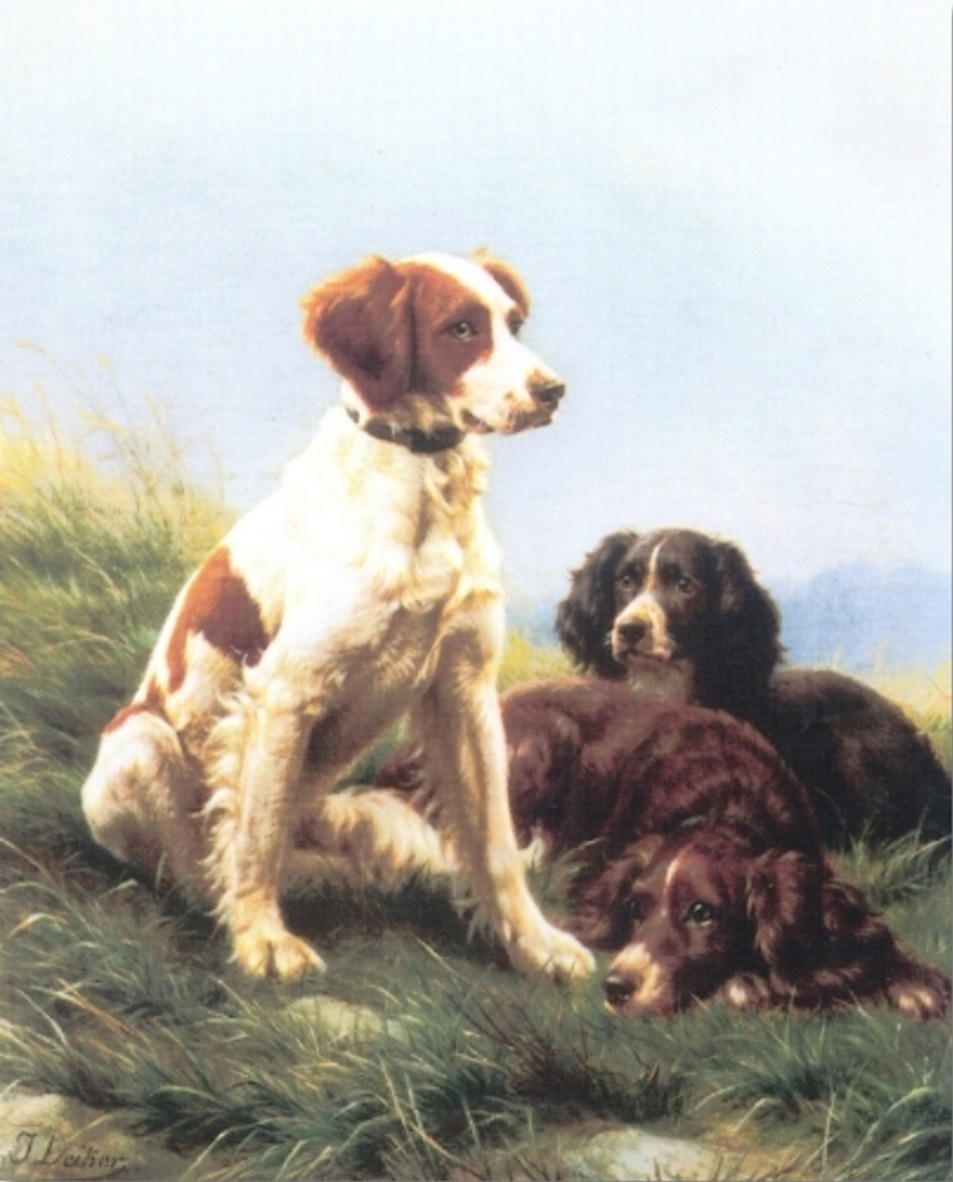
Иоганнес Дейкер, Спаниели

Иоганнес Дейкер родился в семье художника, преподавателя рисования в гимназии. Брат художника-анималиста Карла Дейкера. Живопись изучал во Франкфурте-на-Майне у Якоба Беккера. В начале своего творческого пути И. Дейкер занимался преимущественно портретной живописью.
Вернувшись в Вецлар, художник получает покровительство князя фон Зомс-Браунфельс. И.Дейкер прожил много лет в княжеском замке на реке Лан. Здесь он рисовал почти исключительно диких животных из местных лесов (оленей, ланей, диких кабанов и пр.) и охотничьи сцены. В 1868 году художник переезжает в Дюссельдорф, где живёт и работает до конца жизни, где умер 23 мая 1895 года.